# Exocentrus businskae
Exocentrus businskae är en skalbaggsart som beskrevs av Holzschuh 2007. Exocentrus businskae ingår i släktet Exocentrus och familjen långhorningar. Inga underarter finns listade i Catalogue of Life.